# Partito per l'Azione Democratica
Il Partito per l'Azione Democratica (in serbo: Partija za Demokratsko Delovanje - PDD) è un partito politico attivo in Serbia dal 1990 con l'obiettivo di rappresentare la minoranza albanese nel sud del Paese. Per 28 anni Riza Halimi è stato il leader del partito, è stato sostituito nel 2018 da Šaip Kamberi.
In occasione delle elezioni parlamentari del 2008 ha costituito la formazione denominata "Coalizione Albanese della Valle di Preševo" e ha ottenuto un seggio.